# North Vancouver (město)
North Vancouver je město nacházející se v kanadské provincii Britská Kolumbie přímo proti městu Vancouver, na severní straně fjordu Burrard. North Vancouver je nejmenší a nejvíce zastavěné město na severu fjordu.
I když má vlastní průmysl, včetně lodní dopravy, chemického průmyslu a filmové produkce, město mnozí považují za předměstí Vancouveru.

## Geografie
Město North Vancouver od Vancouveru na jihu odděluje fjord Burrard. Z tří dalších stran ho obtáčí okres North Vancouver. Město je relativně hodně zalidněné s několika výškovými obytnými budovami v oblastech Central Lonsdale a Lower Lonsdale. Spolu s okresy North Vancouver a West Vancouver se město obvykle označuje jako North Shore.

## Dějiny

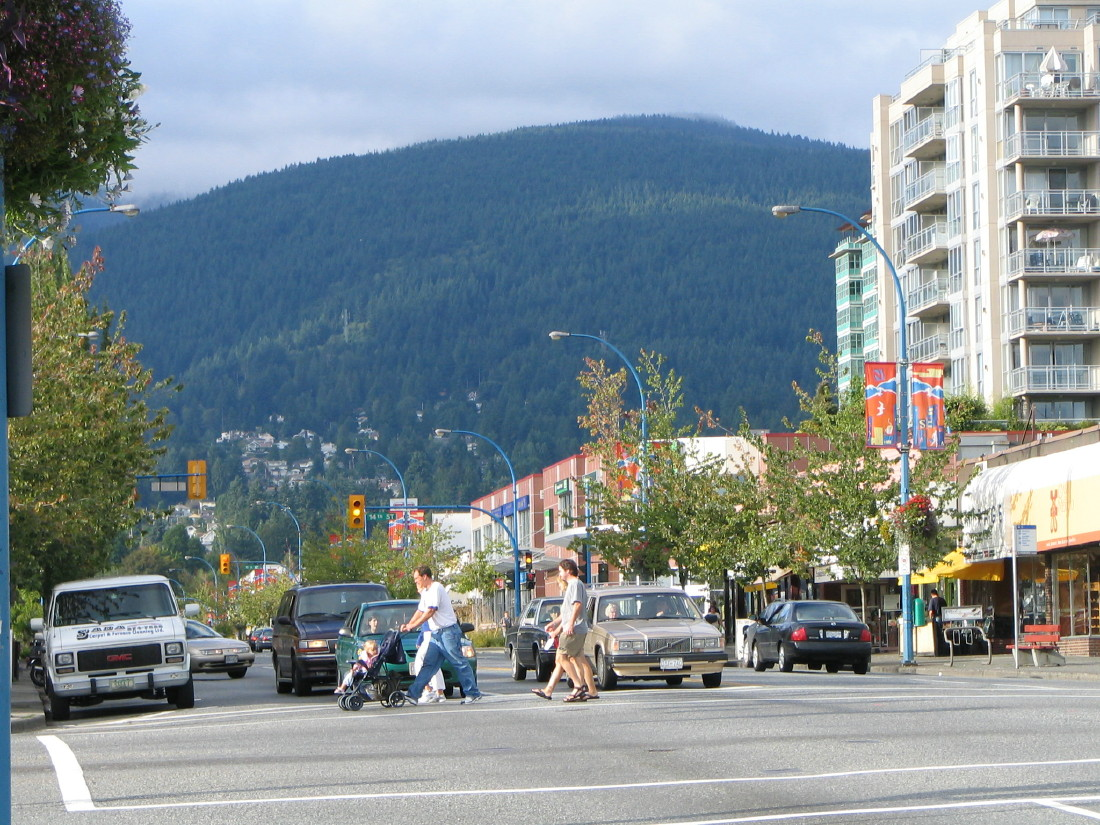
Lonsdale Avenue, na pozadí je hora Grouse Mountain

North Vancouver je nejstarší osídlení na břehu fjordu, starší jako Vancouver a druhé nejstarší v oblasti, jen New Westminster na řece Fraser je starší. Po objevu řeky Fraser Evropany nastalo v panenských lesích velké kácení Douglasky tisolisté v blízkosti bývalého města Moodyville. V roce 1860 vznikla v Moodyville pila, poháněná vodním proudem a následně okolo ní vyrostly obytné domky, škola a pošta. Zanedlouho poté založili osadníci město North Vancouver, který v té době zahrnoval celé pobřeží North Shore, od Deep Cove po Dundarave. Město postihl v 90. letech 19. století a v roce 1907 finanční krach, jenž mladé město přivedl až k bankrotu. Nastalo oddělení části oblasti a založení okresů West Vancouver a North Vancouver, přičemž městu North Vancouver zůstal jen zlomek z jeho bývalé oblasti.
Bankrot města mimo jiné zapříčinily vysoké náklady na úpravu horského terénu a fakt, že pobřežní pás mezi oceánem a horským svahem pokrývala z větší části bažina. Velké vzdálenosti, mohutné a dravé řeky brzdily rozvoj a růst města. Mosty stavěné přes řeky během několika let strhly zimní záplavy. Město společně s okresem North Vancouver v roce 1912 postavili cestu Keith Road, jež vedla z okresu West Vancouver do Deep Cove.
Postavením ulice Lonsdale Avenue město získalo silný impulz. Ulice se stala populární oblastí a svůj terminál zde postavila společnost North Vancouver Ferries provozující trajekty do Vancouveru. Zaměstnanci dojíždějící do Vancouveru trajekty využívali k tomu, aby se dostali do práce. Postavení tramvajové tratě a zájem o skupování pozemků ve městě urychlili jeho rozvoj. V oblasti Lower Lonsdale byly v té době postaveny domy, ulice a celé městské bloky. Loděnice Wallace Shipyards a železnice Pacific Great Eastern Railway poskytly městu základ pro jeho průmysl, přestože pozdější stavba mostu Second Narrows Bridge zpomalila jeho růst.
V meziválečném období pokračovala výstavba nových pil a malých farem v oblasti. Nedaleké pohoří North Shore se stalo vyhledávanou turistickou atrakcí. Na jeho svazích vyrostly nové sjezdovky a v Grouse Mountain a Mount Seymour lyžařská střediska. Voda z hor stéká do řek Capilano, MacKay, Mosquito, Lynn a Seymour.
Velká hospodářská krize opět způsobila bankrot města, zatím co druhá světová válka znamenala pro město velkou vzpruhu a rozběhnutí stavby lodí. Snaha o zajištění ubytování pro zaměstnance loděnice vedla k nárůstu výstavby pokračující i v poválečném období. Mezitím se North Vancouver stal oblíbenou obytnou zónou.

## Doprava

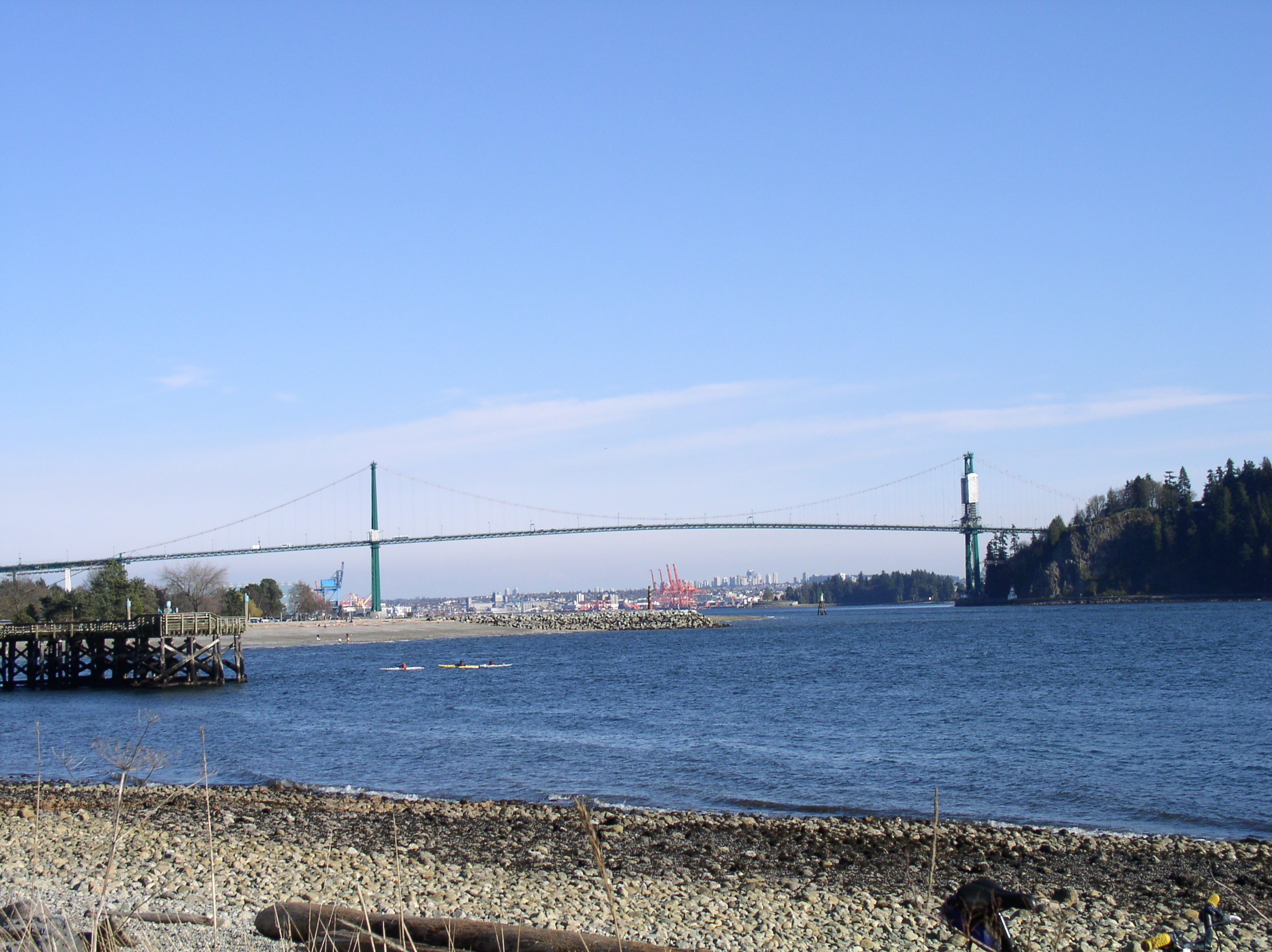
Most Lions Gate Bridge

Město North Vancouver spojuje s Vancouverem trajekt SeaBus a dva mosty – most Lions Gate Bridge a most Ironworkers Memorial Second Narrows Crossing. Hlavní ulicí ve městě je Lonsdale Avenue. Začíná u Lonsdale Quay a směřuje na sever ke 29th Street, kde dál pokračuje do okresu North Vancouver a končí u cesty Rockland Road. Dálnice Highway 1, součást transkontinentální dálnice Trans-Canada Highway, protíná severní část města. V městském obvodu se na ní jezdí bez poplatku.
Ve městě existují tři dálniční nájezdy:

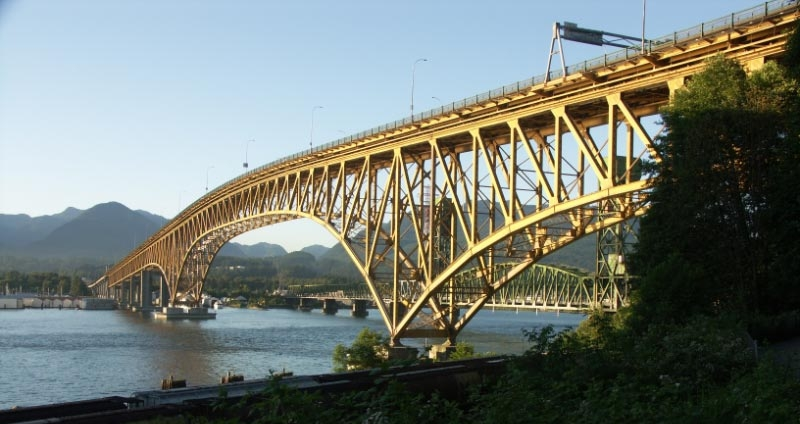
Most Ironworkers Memorial Second Narrows Crossing

- Lynn Valley Road (Exit 19)
- Lonsdale Avenue (Exit 18)
- Westview Drive (Exit 17)

## Obyvatelstvo
| Rok  | Populace |
| ---- | -------- |
| 1996 | 43 268   |
| 1997 | 43 725   |
| 1998 | 44 550   |
| 1999 | 44 938   |
| 2000 | 45 489   |
| 2001 | 46 236   |

| Rok  | Populace |
| ---- | -------- |
| 2002 | 46 977   |
| 2003 | 46 496   |
| 2004 | 46 831   |
| 2005 | 48 037   |
| 2006 | 49 248   |

## Partnerské město
- Čiba, Japonsko